# Jezioro Dudeckie
Jezioro Dudeckie – jezioro położone w gminie Świętajno, na obszarze Pojezierza Ełckiego.
Kształtem jezioro przypomina elipsę, natomiast jego linia brzegowa jest słabo rozwinięta. 
Ma cztery wyspy (trzy przy zachodnim brzegu w południowej i środkowej części, jedna przy brzegu wschodnim, na północ od poprzednich) o łącznej powierzchni 2,5 ha.
Istnieją dwa małe odpływy.
Od północnej strony z jeziora Zajdy, a z południa z jeziora Kukowino oraz odpływ do jeziora Dworackiego. 
Otoczone jest użytkami rolnymi, z południowo-zachodniej strony rozpościera się wieś Zabielne. Roślinność wynurzona zajmuje 8,2 ha oraz 80% linii brzegowej i składa się w przeważającej części z trzciny, w mniejszej ilości występuje sitowie i tatarak.